# 大條宗直
大條 宗直（おおえだ むねなお）は、戦国時代から江戸時代初期にかけての武将。伊達氏庶流・大條氏7代当主。陸奥国伊達郡大枝城主。

## 生涯
6代当主・大條宗家の嫡男として誕生。宗家が死去する天正4年（1576年）までには家督を相続していたものと思われる。
宗直は『天正伊達日記』に「大枝殿」と敬称付きで記載される伊達家の重鎮であり、人取橋の戦い・郡山合戦など伊達政宗の下で諸戦に従軍する。天正19年（1591年）、政宗が葛西大崎一揆煽動により岩出山へ減転封され伊達郡を没収されると、宗直も居城・大枝城を失い、伊具郡大蔵へと移り、文禄2年（1593年）にはさらに志田郡蟻ヶ袋に配置換えされている。この間、宗直は朝鮮出兵に参陣する政宗に従って国許を離れており、文禄4年（1595年）8月24日の秀次事件に際し認められた在京重臣一同の連判状にも署名している。
慶長5年（1600年）の関ヶ原の戦いに際して、政宗が和賀忠親を支援して白石宗直らを南部領に侵攻させたことで（岩崎一揆）、戦後も盛岡藩との間で緊張状態が続いていたため、慶長9年（1604年）、政宗は宗直を気仙郡長部に移し、中島宗求と共に藩境沿岸部の警備にあたらせた。
慶長15年（1610年）7月10日死去。嫡男・宗綱が家督を相続した。宗綱は磐井郡大原を経て、元和2年（1616年）に亘理郡坂元城主となり、以後大條氏は幕末まで同地を治めた（坂元大條氏）。